# Международный аэропорт 4 февраля

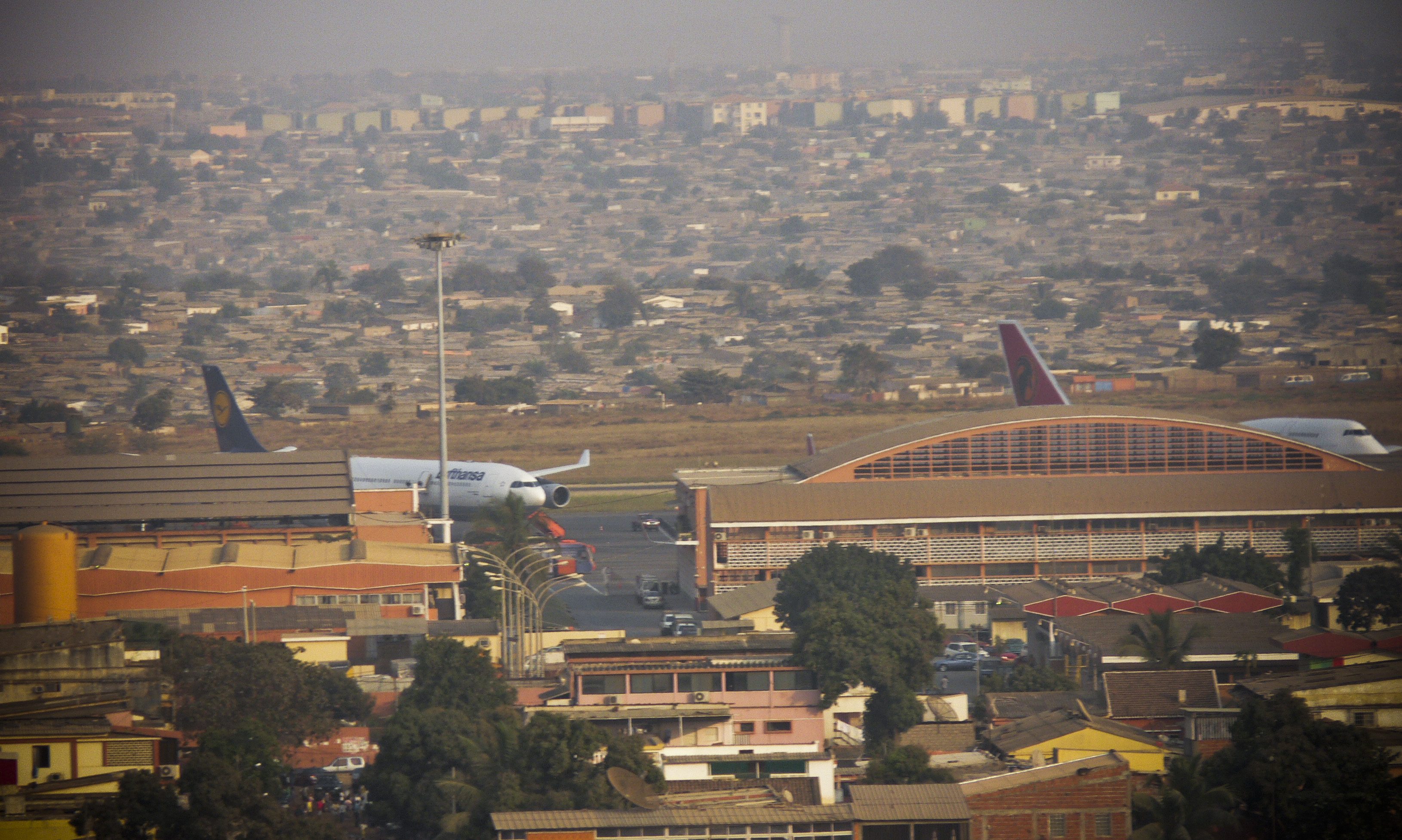
Самолеты в аэропорту.

Международный аэропорт 4 февраля (порт. Aeroporto Internacional 4 de Fevereiro), (ИАТА: LAD, ИКАО: FNLU) — международный аэропорт, расположенный в Луанде, столице Анголы. Он находится в городском районе Майанга, в окружении районов Кассенда, Байрру-Популяр, Роша-Пинту и Мартирес-ду-Кифангондо.
Это крупнейший аэропорт Анголы и один из крупнейших в Южной и Центральной Африке, входящий в четверку самых загруженных в Южной Африке по количеству перевезённых пассажиров. В грузовых перевозках на юге Африки он конкурирует с международными аэропортами Кейптауна и Йоханнесбурга. В 2009 году аэропорт перевёз 1,8 млн пассажиров.

## История
До 1950-х годов Луанда всё ещё зависела от аэродрома Эмилио де Карвалью, построенного в 1918 году и расположенного в Ларгу-да-Индепенденсия, на улице Руа-Деолинда-Родригес, районе, ранее известном как Эстрада-де-Катете, в 3 км к югу от центра города.
Постановлением № 11 029/45 от 21 июля 1945 года была создана техническая комиссия для проведения разведки и исследований, необходимых для подготовки проекта нового аэропорта Луанды. Исследования указали оптимальное местоположение и сделали вывод о необходимости строительства нового аэропорта в Луанде.
Строительство нового аэропорта Луанды началось в 1951 году и было завершено в 1954 году. В том же году он был открыт тогдашним президентом Португалии генералом Кравейру Лопишем, в честь которого он был назван Международным аэропортом имени Кравейру Лопиша.
Во время войны за независимость Анголы аэропорт одновременно с гражданскими рейсами использовался также ВВС Португалии.
После обретения независимости, в 1976 году, он был переименован в «Международный аэропорт 4 февраля» в честь даты начала войны за независимость, ставшую национальным праздником. Церемония переименования состоялась с визитом президента Анголы Агостиньо Нето.

### Реконструкция
После окончания гражданской войны в 2002 году в аэропорту было проведено множество работ по восстановлению и расширению, что позволило реконструировать пассажирский терминал и построить новую автостоянку. По словам тогдашнего министра транспорта Анголы Аугушту Томаша, работы были направлены на увеличение количества залов отправления, стоек, багажных лент и пропускной способности с 400 до 1000 пассажиров в час. В список доработок также входит обустройство зоны выхода самолетов, строительство рулежных дорожек (C, C1 и C2), а также параллельной рулежной дорожки, соединяющей C1 с C2. Наконец, работы увеличили пропускную способность с 1,2 миллиона пассажиров в год до 3,6 миллиона при инвестициях примерно в 74 миллиона долларов США.
Между тем, поскольку нынешний аэропорт уже полностью окружен городской застройкой, что делает его расширение невозможным, ангольские власти разрабатывают проект строительства нового международного аэропорта в муниципалитете Иколо-э-Бенго, в 40 км. от Луанды.

## Характеристики
Аэропорт находится на высоте 74 м над уровнем моря. У него две взлётно-посадочные полосы с асфальтовым покрытием: 23/05 размером 3716 × 45 м. и 25/07 размером 2600 × 60 м. Не ранее 2022 года аэропорт будет заменен новым международным аэропортом Анголы. Строительные работы уже начались, но открытие было отложено из-за проблем с финансированием со стороны правительства Анголы.

## Авиакомпании и направления
Следующие авиакомпании выполняют регулярные рейсы из аэропорта Луанды:

## Статистика
Данные из запроса в Викиданные.
|                                                                                              | Пассажиропоток | Изменения (%) | Взлётов/посадок | Изменения (%) | Грузопоток (тонн) | Изменения (%) |
| -------------------------------------------------------------------------------------------- | -------------- | ------------- | --------------- | ------------- | ----------------- | ------------- |
| 2005                                                                                         | 882,749        | ▲18.15%       | 28,382          | ▲17.31%       | 19,975            | ▲23.35%       |
| 2006                                                                                         | 1,128,442      | ▲27.83%       | 22,213          | ▼21.74%       | 33,876            | ▲69.59%       |
| 2007                                                                                         | н/д            | н/д           | н/д             | н/д           | н/д               | н/д           |
| 2008                                                                                         | 2,222,638      | н/д           | 68,000          | н/д           | 42,614            | н/д           |
| 2009                                                                                         | 2,430,794      | ▲ 9.37%       | 65,843          | ▼ 3.17%       | 53,339            | ▲25.17%       |
| Источник: Airports Council International. World Airport Traffic Statistics (Years 2005-2009) |                |               |                 |               |                   |               |

## Авиакатастрофы и происшествия
- 26 марта 1979 года грузовой самолет Ил-18 авиакомпании Interflug пролетел мимо взлетно-посадочной полосы из-за отказа двигателя во время разбега. Самолет развалился и загорелся, в результате чего погибли десять человек, находившиеся на борту[24][25].
- 12 февраля 2000 г. грузовой Boeing 727 компании Transafrik International разбился при посадке на взлетно-посадочной полосе 23. Из-за сильного ветра с порывами от 50 до 80 узлов самолет выполнил уход на второй круг, и после второй попытки посадки свидетели видели как правое крыло касается земли.
- 25 мая 2003 г. при загадочных обстоятельствах был украден Boeing 727-223, который находился на стоянке в аэропорту более года, по состоянию на август 2022 г. самолёт так и не был найден[26][27].
- 27 июня 2009 г. самолет Boeing 777-200ER British Airways был поврежден во время стоянки в результате столкновения с самолетом Airbus A340-600 Hainan Airlines[28][29].
- 31 января 2010 г. у самолета Як-40 авиакомпании Guicango, следовавшего из Кабинды разрушились все стойки шасси при посадке[30].